# Поляна (Коропский район)
Поляна (укр. Поляна; до 2016 г. — Червоная Поляна) — село в Коропском районе Черниговской области Украины. Население — 39 человек.
Код КОАТУУ: 7422285506. Почтовый индекс: 16223. Телефонный код: +380 4656.

## Власть
Орган местного самоуправления — Оболонский сельский совет. Почтовый адрес: 16223, Черниговская обл., Коропский р-н, с. Оболонье, ул. Атаханова, 2.